# ノックは3回 〜Knock Three Times〜
「ノックは3回 〜Knock Three Times〜」（ノックはさんかい〜ノック・スリー・タイムズ〜）は、2007年10月10日にリリースされた木根尚登の12枚目のシングル。
2007年10月から11月までNHKの歌番組「みんなのうた」で放送。発売元はよしもとアール・アンド・シー。

## 概要
歌詞では、主人公がタイムマシンで自分の学生時代に戻り、いじめに遭っていた当時好きだった女の子を励ます様子が書かれている。
歌詞は木根の実体験に基づき書かれている。
この曲は明るい曲調であるが、恋の歌であると同時に、近年増加しているいじめによる自殺を減らそうというメッセージである。
「みんなのうた」の放送で使用されたアニメーションの映像は田中ケイコが制作。1975年から番組の多くの作品のアニメーションを手掛けてきた田中だが、2022年現在この作品が最後の参加となっている。
Eテレの企画「お願い!編集長」に寄せられたリクエストに賛同者が多く集まったため、初回放送から6年後の2013年6月1日・29日・7月27日に初めて再放送。

## 収録曲
（全作詞・作曲：木根尚登　編曲：中村修司）
1. ノックは3回 〜Knock Three Times〜
  - 「みんなのうた」内で放送されたTVサイズ版。
  - 放送時間の都合上、曲の一部を省略。
  - 日本コロムビアより2008年に発売されたCD「NHK みんなのうた ベスト・ヒット40 心のうた」にも収録されている。
2. 君への道
  - 2007年4月4日に発売された14枚目のアルバム『道』収録楽曲
3. 色づく街に
  - 後に15枚目のアルバム『NEW TOWN STREET』に収録。
4. ノックは3回 〜Knock Three Times〜（長い版）
  - 1曲目のフルサイズ。
  - 2008年11月19日発売、15枚目のアルバム「NEW TOWN STREET」にはアルバムバージョンが収録・
5. ノックは3回 〜Knock Three Times〜（カラオケ）
  - 1曲目のカラオケバージョン。